# Ga Yonggye
Ga Yonggye là ga của Tàu điện ngầm Daegu tuyến 1 tại Dong-gu ở Daegu, Hàn Quốc.